# Spogostylum cinereum
Spogostylum cinereum är en tvåvingeart som först beskrevs av Zaitzev 1961.  Spogostylum cinereum ingår i släktet Spogostylum och familjen svävflugor. Inga underarter finns listade i Catalogue of Life.